# Ziua albă
Ziua albă este sărbătorită anual pe 14 martie, o lună după Ziua îndrăgostiților, când lumea oferă cadouri reciproce celor cărora le-au dăruit de Ziua îndrăgostiților. A început în Japonia în 1978 și s-a răspândit în alte state din Asia de Est precum China, Taiwan, Coreea de Sud și alte țări de pe glob.

## Origine
Deși s-a încercat pentru prima oară sărbătorirea Zilei îndrăgostiților în Japonia în 1936, a început să capete popularitate abia în anii '70, împreună cu un mod de sărbătorire diferit de Occident. În principal, era o oportunitate pentru fete să arate că le place de un băiat. Pe 14 martie 1977, o cofetărie din Fukuoka, Ishimuramanseido⁠(jp)[traduceți], a comercializat bezele către bărbați, numind-o Ziua bezelelor (マシュマロデー Mashumaro Dē?). Ziua albă a fost prima oară sărbătorită în 1978 în Japonia. Asociația Națională a Industriei de Cofetărie a început sărbătoarea ca o „zi de răspuns” la Ziua îndrăgostiților, pe motiv că bărbații trebuie să răsplătească femeile care le-au oferit ciocolată și alte cadouri de Ziua îndrăgostiților.
În scurt timp, cofetăriile au început să comercializeze ciocolata albă. Flori și alte cadouri sunt, de asemenea, oferite în această zi.

## Sărbătorire
Ziua albă este sărbătorită o lună după Ziua îndrăgostiților, pe 14 martie. În țările care sărbătoresc Ziua albă, Ziua îndrăgostiților este de obicei sărbătorită de fete și femei, care oferă cadouri din ciocolată (ori cumpărate, ori făcute în casă), în general băieților sau bărbaților, ca o expresie a iubirii, din curtoazie sau din obligație socială.
De Ziua albă, se întâmplă invers: bărbații care au primit honmei-choko (本命チョコ ciocolată de iubire?) sau giri-choko (義理チョコ ciocolată de curtoazie?) de Ziua îndrăgostiților trebuie să le ofere cadouri înapoi femeilor. Schimburile de cadouri au loc între parteneri, prieteni și colegi. Cadourile populare de Ziua albă includ ciocolata, bezele, bomboane, fursecuri și alte accesorii „albe” precum bijuterii, genți, loțiuni și lenjerie.
Uneori termenul sanbai gaeshi (三倍返し retur triplu?) se folosește pentru a descrie regula general acceptată pentru bărbați, conform căreia cadoul de întoarcere ar trebui să fie de două, până la trei ori mai valoros decât cadoul de Ziua îndrăgostiților pe care l-au primit.
În a doua jumătate a anilor 2010, cifrele de vânzări au indicat o scădere a popularității acestei sărbători. S-a considerat că acest lucru se datorează reducerii vânzărilor de ciocolată de curtoazie de Ziua Îndrăgostiților. Un alt motiv invocat pentru scăderea popularității este schimbarea rolurilor de gen în cultura japoneză.

### Sărbătorirea internațională
Practica de a oferi cadouri înapoi o lună după Ziua îndrăgostiților s-a extins internațional. În acele culturi Ziua albă este, în mare parte, sărbătorită identic. Unele dintre țări sunt: China, Coreea de Sud, Taiwan și Vietnam.